# Graye-sur-Mer

Graye-sur-Mer este o comună în departamentul Calvados, Franța. În 1 ianuarie 2022 avea o populație de 767 de locuitori.